# Sommet sur l'enseignement supérieur

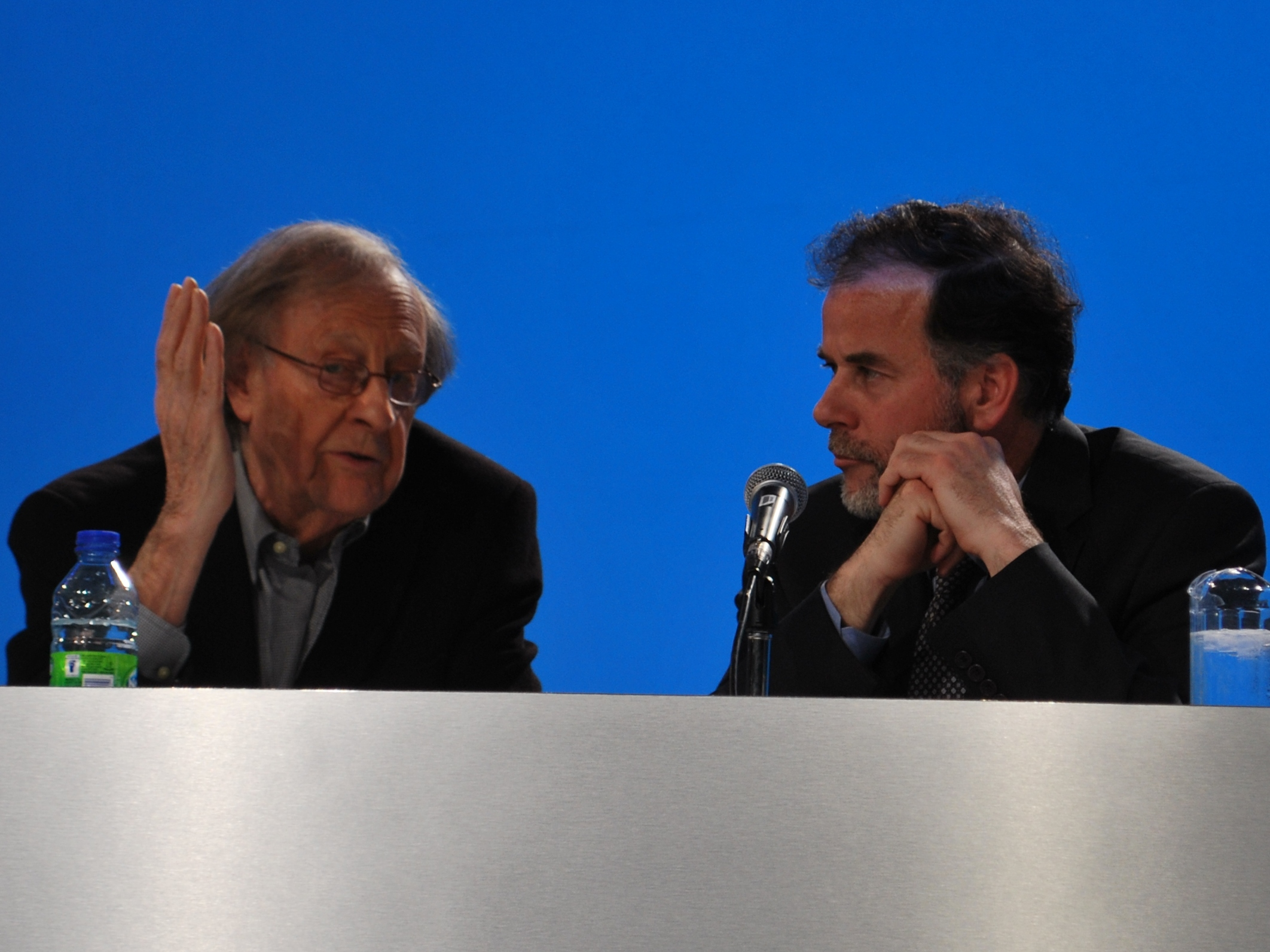
Guy Rocher et Pierre Duchesne (mai 2011), deux personnalités de l'éducation au Québec.

Le Sommet sur l'enseignement supérieur du Québec est une rencontre officielle qui se déroule le 25 et 26 février 2013, convoquée par le gouvernement du Québec afin de traiter des enjeux de la qualité, l’accessibilité et le financement de l’enseignement supérieur et la recherche au Québec.
Réponse du Gouvernement Pauline Marois à la grève étudiante québécoise de 2012 et promesse électorale  du Parti québécois lors de l'élection générale québécoise de 2012, le sommet convoque les représentants des fédérations d'associations étudiantes du Québec, les administrations d'universités et cégeps, la société civile, les syndicats et professeurs ainsi que les invités du ministre de l'Enseignement supérieur, de la Recherche, de la Science et de la Technologie Pierre Duchesne.

## Contexte et préparation

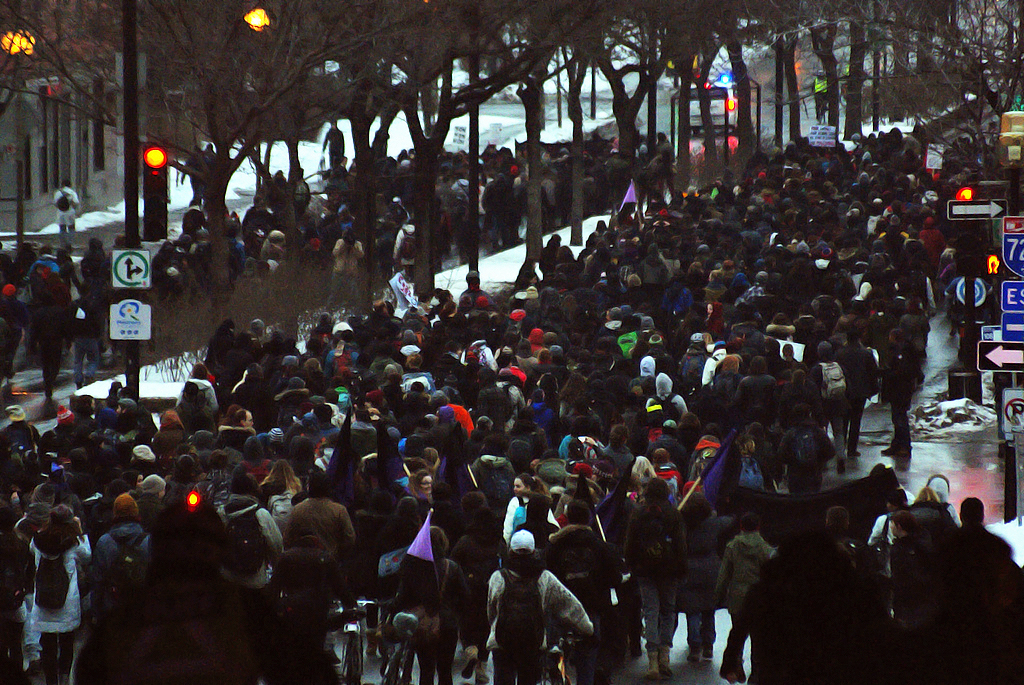
Manifestation de l'ASSÉ en marge du Sommet sur la rue Atwater à Montréal le 25 février 2013.

À la veille du Sommet sur l'enseignement supérieur, qui s'est déroulé du 25 et 26 février 2013, les principaux chefs de file des organisations étudiantes québécoises. Martine Desjardins (FEUQ) et Blandine Parchemal (ASSÉ) déclaré que le Sommet était « déjà mal engagé », que l'issue « serait décidé, en défaveur des revendications des étudiants ».
Une semaine avant la tenue du Sommet, Pauline Marois a affirmé que Martine Desjardins « serait extraordinaire » comme députée, alors qu’elle était invitée à commenter les rumeurs de l'entrée de cette dernière au Parti québécois. Martine Desjardins réagit à ces propos en affirmant qu'elle « juge que l'on a cherché un peu à atteindre la crédibilité de l'organisation, en attaquant [sa] crédibilité » et tient à rappeler qu'elle n'a pas « fait de démarche dans ce sens et [qu'elle n'a] pas été approchée (…) Toutefois que la Première ministre reconnaisse [ses] qualités, c'est toujours intéressant. »